# Belmont (Haute-Marne)
Belmont is een gemeente in het Franse departement Haute-Marne (regio Grand Est) en telt 54 inwoners (2009). De plaats maakt deel uit van het arrondissement Langres.

## Geografie
De oppervlakte van Belmont bedraagt 7,4 km², de bevolkingsdichtheid is dus 7,3 inwoners per km².
De onderstaande kaart toont de ligging van Belmont (Haute-Marne) met de belangrijkste infrastructuur en aangrenzende gemeenten.

## Demografie
Onderstaande figuur toont het verloop van het inwonertal (bron: INSEE-tellingen).